# Platyura discoidea
Platyura discoidea är en tvåvingeart som först beskrevs av Johannes Winnertz 1863.  Platyura discoidea ingår i släktet Platyura och familjen platthornsmyggor. Inga underarter finns listade i Catalogue of Life.